# Telecom Italia France
Telecom Italia France S.A.S. (SIREN 431-253-673) était la filiale française du groupe italien Telecom Italia S.p.A.
Elle gèrait la marque Alice en France ainsi que les actifs de Liberty Surf Group (issus de la fusion et partenariats avec de nombreuses sociétés dont Intercall France, Cable & Wireless France, Tiscali Accès, etc.)
La société a été absorbée par Free S.A.S. et radiée le 6 février 2006.